# Адо, Анатолий Васильевич
Анато́лий Васи́льевич Адо́ (8 января 1928, Казань, Татарская АССР, РСФСР, СССР — 14 мая 1995, Москва, Россия) — советский и российский историк, франковед.

## Биография
Родился в Казани, отец (Василий Иванович Адо, 1905 — 21 июля 1995) преподавал историю в казанских вузах. Учился на первом послевоенном курсе исторического факультета МГУ, где уже на первом году обучения определил для себя сферу деятельности — история Французской революции XVIII века. В 1949 году он записался в специальный семинар Б. Ф. Поршнева, прославившегося своей докторской диссертацией о народных восстаниях во Франции второй четверти XVII века. Под его руководством Адо защитил в 1950 году дипломную работу «Мелье и Вольтер» и поступил в аспирантуру. Тема его кандидатской диссертации — «Крестьянское движение во Франции в первые годы Французской буржуазной революции конца XVIII века». Ещё до защиты диссертации поступил на работу на кафедру новой истории истфака МГУ. Во время первой заграничной командировки во Францию в 1962 году познакомился с Альбером Собулем, который ввел его в круг историков Революции «якобинского» направления.
Летом 1968 года А. В. Адо защитил докторскую диссертацию «Крестьянское движение во Франции накануне и во время Великой французской буржуазной революции конца XVIII в.». Спустя три года она была издана в виде монографии и переведена на французский язык. Работы Адо публиковались во Франции, Германии, Италии, Португалии, США, он был членом редколлегии журналов «Новая и новейшая история», AHRF (Франция), «Komparativ» (Германия).
Много времени А. В. Адо уделял преподаванию в Московском университете, где стал родоначальником целой научной школы по изучению Французской революции.
Умер в 1995 г. Похоронен на Миусском кладбище.

## Эволюция научных взглядов
Несмотря на то, что Анатолий Васильевич безусловно формировался как историк-марксист и советские методологические ориентиры всегда оставались для него крайне важны, налицо и значительная эволюция, которая прослеживается как по его работам, так и по воспоминаниям людей, которые хорошо его знали. Многие[кто?] отмечают, что в начале своей карьеры Анатолий Васильевич был романтиком революции, «очень высоко отзывался о якобинцах, очень сочувствовал якобинцам в их порыве». Однако уже тогда, как и ряд других молодых преподавателей факультета, Адо был далёк от догматизма и числился в «ревизионистах», что «было совершенно не почётно». Впоследствии же явно «ощущалось его стремление как-то разрешить для себя лично противоречие между стремлением к свободному научному поиску и условностями официальной идеологии», в беседе с одним из коллег, Адо как-то прямо сказал, что, по его мнению, «социализм не смог решить проблему свободы научного творчества».
Научная эволюция Адо хорошо видна при сравнении первого и второго изданий его монографии. А. В. Гордон подчеркивает, что во втором издании Адо существенно расширил повествование о 1793—1794 годах — ранее в этой части преобладал рассказ об аграрной политике якобинцев, и дополнил свой труд крайне важной главой об аграрных итогах Революции, вписывая «крестьянскую революцию» в общее аграрное развитие Франции и сопоставляя её с другими путями модернизации, в частности, с классическим английским.
Ещё до выхода первого издания монографии Адо вопрос о роли крестьянства в Революции вызывал оживлённые дискуссии историков. Основная проблема здесь заключалась в «прогрессивности» крестьянского движения: было ли оно направлено против Старого порядка или, условно говоря, «феодализма» в пользу развития капиталистических отношений в деревне (и, тем самым, вписано в марксистскую концепцию Революции, как решающего этапа на пути перехода от феодализма к капитализму) или же консервативные тенденции в среде самого крестьянства не позволяют сделать подобный вывод. Разрешая это противоречие, крупнейший специалист по аграрной истории Франции Ж. Лефевр выдвинул предположение о том, что в рамках Французской революции существовала своя, автономная «крестьянская революция», одновременно и «прогрессивная», и консервативная, направленная против развития капитализма в деревне на базе крупных хозяйств.
Согласно концепции Адо, подкреплённой множеством источников, «всё крестьянство решительно отвергло ту программу компромисса со старым порядком в аграрной сфере, с которой начинали и вели революцию в первые её годы либеральное дворянство и умеренная буржуазия»; напротив, «оно во многом сумело навязать буржуазной революции свои решения». При этом крестьянские выступления не укладывались в единое русло, были многомерны. Три вида борьбы — против феодальных повинностей, за хлеб и за землю — хотя и имели немало точек соприкосновения, порой обладали своей внутренней логикой, различались по участникам и противникам. В целом же Адо выделял внутри общего крестьянского движения несколько «жакерий», которые, по крайней мере, в аграрной сфере, и двигали революцию вперед, заставляя радикализировать законодательство.
В то же время к сделанным в книге 1971 года достаточно осторожным выводам о том, что «даже на высшем этапе революции пожелания деревенских низов были законодательно санкционированы лишь отчасти» (хотя революция, безусловно, «расширила и укрепила позиции мелкой крестьянской собственности»), в 1987 г. добавляется и иное утверждение: «Крупная земельная собственность (наряду с мелкой) осталась одной из основ аграрного строя Франции, при этом в руках крупных владельцев находились обычно земли лучшего качества».
В одной из последних работ Адо — «Письмо профессору Шен Ченсиню» — была опубликована уже посмертно — отмечается, что «по существу […] советская историография Французской революции завершила своё существование. На смену ей идёт становление новой, российской историографии Французской революции. Она не утрачивает преемственности с наиболее позитивным наследием историографии советской, но она принадлежит уже к иному времени и имеет своё особое лицо».

## Основные произведения
- Крестьянские восстания в начале Французской революции в 1789 г. / Из истории общественных движений и международных отношений: сб. статей в память акад. Е. В. Тарле. — М.: Изд-во АН СССР, 1957. — С. 148—169

- Крестьяне и Великая французская революция. Крестьянское движение в 1789—1794 гг. М.: Издательство МГУ, 1971 (2-е изд. 1987)
- К вопросу о социальной природе якобинской диктатуры // Новая и новейшая история, 1972. — № 1
- Живое наследие Великой революции. Предисловие к серии книг к 200-летию Великой французской революции
- Paysans en révolution: Terre, pouvoir et jacquerie, 1789—1794: Trad. rev. et compl. d’après la 2. éd. russe / Anatoli Ado; Éd. établie sous la responsabilité de Serge Aberdam et Marcel Dorigny; Avec une préf. de Michel Vovelle; Une note sur la trad., une prés. par l’aut. — Paris: Soc. des études robespierristes, 1996. — XVIII, 474 p. — (Bibl. d’histoire révolutionnaire: N.S.; 0011)
- Mouvement paysan et le problème de l’égalité dans la Révolution française. 1789—1794 // Contribution à l’histoire paysanne de la Révolution française. P., 1977
- Probleme der «Bauern-revolution» in der Großen Revolution der Französen // Bauern und burgerliche Revolution. Berlin, 1985
- Sur le mouvement paysan pendant la Révolution française // Cahiers d’histoire de l’Institut de recherches marxistes, 1991. — № 46